# Campeonatos de Apertura y Clausura de la Primera B de Chile
Los Campeonatos de Apertura y Clausura de la Primera B de Chile fueron una competición oficial de fútbol profesional que se disputaba como una subsección de los campeonatos de la segunda categoría del fútbol chileno. Fue organizado por la ANFP y se disputó desde 2008 hasta 2014, año en el cual se reemplaza por un nuevo sistema de torneo.
Se jugaban dos rondas semestrales bajo el formato de todos contra todos, siendo el primer semestre el Torneo de Apertura y el segundo semestre el Torneo de Clausura. El primer lugar de la tabla de posiciones obtiene el título de campeón del torneo correspondiente. El propósito era que los campeones de Apertura y Clausura disputaran en partidos de ida y vuelta el segundo ascenso a la máxima categoría como vicecampeón de la competencia, independiente de la posición de los equipos en la tabla general (tabla que determina al campeón nacional de la categoría). En caso de que uno de los equipos campeones también se coronara campeón nacional, el subcampeón del torneo ganado por el campeón nacional es quien disputará la final.
Este sistema de torneo fue interrumpido en dos ocasiones, el primero fue en la edición de 2010 a causa del Terremoto de Chile de 2010, el cual obligó a modificar el calendario de competencia; el segundo fue en el Transición 2013, que fue un torneo semestral para adoptar el calendario europeo.
El primer campeón fue Curicó Unido, mientras que los equipos con más títulos son San Marcos de Arica, San Luis de Quillota y Coquimbo Unido con 2 conquistas.
Actualmente los títulos obtenidos tanto de los campeonatos de Apertura como de Clausura se disponen en una tabla ajena al palmarés de campeones de la Segunda División/Primera B, torneo que únicamente considera al Campeón Nacional (obtenido tras la sumatoria de puntos en ambos campeonatos). Las únicas excepciones a esta regla fueron en la temporada de 1997, en la cual se disputaron los torneos de Apertura y Clausura como torneos por separado, y la Primera B de Chile 2013-14, en los cuales ambos torneos sí se sumaron al palmarés oficial.

## Historia
En 2008, la Asociación Nacional de Fútbol Profesional decide renovar el sistema de campeonatos de Primera B, y se opta por un torneo nacional dividido en dos rondas, declarando campeón nacional al equipo que se ubique primero en la tabla anual. Además se suman dos campeones más, uno de Apertura y uno de Clausura, que sirven para decretar al subcampeón de la categoría, de esa forma se obtienen 2 ascensos a la división de honor, estableciendo 3 campeones por temporada.
Así es como en la temporada 2008 se disputa el primer torneo con este sistema, siendo los únicos campeonatos con el auspicio de Banco Estado. Curicó Unido se hizo con el trofeo del Torneo de Apertura 2008 tras arrasar en el primer semestre del año con 42 puntos, sacándole 6 puntos de ventaja al subcampeón Municipal Iquique. En el Torneo de Clausura 2008, Coquimbo Unido y Deportes Puerto Montt disputaron palmo a palmo el campeonato, pero el conjunto 'pirata' fue quien se llevó el título, tras derrotar a Unión San Felipe por 3-2 en los últimos minutos.
En el campeonato 2009, Unión San Felipe se hizo con la corona del Torneo de Apertura con 7 puntos de ventaja sobre su más cercano perseguidor Santiago Wanderers.
El torneo de Clausura tuvo como campeón al equipo de San Luis de Quillota, quien en una reñida disputa contra Santiago Wanderers por la corona, logró quedarse con el título tras vencer por 3-2 a Deportes Copiapó, luego de estar en desventaja hasta el minuto 89, superando por un punto a los 'caturros'.
En la temporada 2011 se retoma este sistema de torneo con el auspicio de Petrobras. En el primer semestre del año, Deportes Antofagasta obtuvo el Torneo de Apertura Petrobras tras vencer a Everton por 1-0, con gol de Patricio Rubina en la penúltima fecha, alcanzando los 40 puntos y superando a Rangers por una unidad. En el Torneo de Clausura Petrobras, Everton de Viña del Mar se quedó con la copa tras empatar 0-0 con Unión Temuco y llegar a los 39 puntos, siendo inalcanzable para Naval.
A partir de la temporada 2012, el torneo ya no es auspiciado por Petrobras. En esta edición, San Marcos de Arica tuvo un torneo de ensueño, alzando la copa del Torneo de Apertura y posteriormente quedándose con el Torneo de Clausura tras alcanzar los 35 puntos, alcanzando el bicampeonato y de paso, obteniendo el título nacional para quedarse con los tres torneos de la división de plata.
En la temporada 2013-14 el campeonato se desarrolla por primera vez utilizando el calendario europeo. San Luis de Quillota se quedó con el Torneo de Apertura tras igualar 0-0 con el AC Barnechea. En el primer semestre de 2014, el conjunto de Coquimbo Unido se hizo con la corona del Torneo de Clausura tras derrotar 2-1 a Curicó Unido, en lo que es la última edición de este sistema de torneo.

## Patrocinios
| Período | Patrocinador |
| ------- | ------------ |
| 2008    | Banco Estado |
| 2011    | Petrobras    |

## Historial
| Año           | Campeón                 | Subcampeón            |
| ------------- | ----------------------- | --------------------- |
| Apertura 2008 | Curicó Unido            | Municipal Iquique     |
| Clausura 2008 | Coquimbo Unido          | Deportes Puerto Montt |
| Apertura 2009 | Unión San Felipe        | Santiago Wanderers    |
| Clausura 2009 | San Luis                | Santiago Wanderers    |
| Apertura 2011 | Deportes Antofagasta    | Rangers               |
| Clausura 2011 | Everton                 | Naval                 |
| Apertura 2012 | San Marcos de Arica     | Ñublense              |
| Clausura 2012 | San Marcos de Arica (2) | Barnechea             |
| Apertura 2013 | San Luis (2)            | Santiago Morning      |
| Clausura 2014 | Coquimbo Unido (2)      | San Marcos de Arica   |

## Títulos por equipo
| Club                  | Campeón | Subcampeón | Temp. Campeón  | Temp. Subcampeón |
| --------------------- | ------- | ---------- | -------------- | ---------------- |
| San Marcos de Arica   | 2       | 1          | A-2012, C-2012 | C-2014           |
| San Luis de Quillota  | 2       |            | C-2009, A-2013 |                  |
| Coquimbo Unido        | 2       |            | C-2008, C-2014 |                  |
| Curicó Unido          | 1       |            | A-2008         |                  |
| Unión San Felipe      | 1       |            | A-2009         |                  |
| Deportes Antofagasta  | 1       |            | A-2011         |                  |
| Everton               | 1       |            | C-2011         |                  |
| Santiago Wanderers    |         | 2          |                | A-2009, C-2009   |
| Municipal Iquique     |         | 1          |                | A-2008           |
| Deportes Puerto Montt |         | 1          |                | C-2008           |
| Rangers               |         | 1          |                | A-2011           |
| Naval                 |         | 1          |                | C-2011           |
| Ñublense              |         | 1          |                | A-2012           |
| Barnechea             |         | 1          |                | C-2012           |
| Santiago Morning      |         | 1          |                | A-2013           |

### Títulos por región
| Región             | Títulos | Clubes                                           |
| ------------------ | ------- | ------------------------------------------------ |
| Valparaíso         | 4       | San Luis (2), Everton (1) y Unión San Felipe (1) |
| Coquimbo           | 2       | Coquimbo Unido (2)                               |
| Arica y Parinacota | 2       | San Marcos de Arica (2)                          |
| Maule              | 1       | Curicó Unido (1)                                 |
| Antofagasta        | 1       | Antofagasta (1)                                  |

## Récords

### Campeones consecutivos
| Bicampeonatos | Bicampeonatos       | Bicampeonatos | Bicampeonatos  |
| Campeonatos   | Club                | Veces         | Años campeón   |
| ------------- | ------------------- | ------------- | -------------- |
|               | San Marcos de Arica | 1             | A-2012, C-2012 |

### Campeones
- Curicó Unido, Unión San Felipe, Deportes Antofagasta y San Marcos de Arica han sido los únicos equipos en coronarse campeón de un campeonato de Apertura y posteriormente salir campeón nacional.
- San Marcos de Arica ha sido el único equipo en salir campeón de ambos torneos en una misma temporada. Si se incluye su título nacional, el club ariqueño conquistó todos los torneos de la Primera B disputados en 2012.[21]
- La temporada 2013-14 ha sido la única en la cual ninguno de los dos equipos campeones consiguió ascender a Primera División.[25]